# Distrito de Cholón
El distrito  de Cholón se encuentra en la provincia de Marañón, en el departamento de Huánuco, en el Perú. Es el distrito de mayor  superficie y el más oriental, extendiendo su territorio por la vertiente del río Huallaga (afluente del río marañon). 
Desde el punto de vista jerárquico de la Iglesia católica forma parte de la Diócesis de Huari, sufragánea de la Arquidiócesis de Trujillo.

## Historia
El distrito fue creado mediante Ley 1595 del 21 de octubre de 1912, en el gobierno del Presidente Guillermo Billinghurst Angulo.

## Geografía
Abarca una superficie de 4 010,33 km² y está localizado a una altitud de 597 m s. n. m.

## Capital
Su capital es la localidad de San Pedro de Chonta.

## Autoridades
Subprefecto: Amilcar Medina Santisteban

### Municipales
- 2019 - 2022[3]
  - Alcalde: Pablo Huaman Alejandría, de Alianza para el Progreso.
  - Regidores:

- 1. Judith Yajahuanca Vásquez (Alianza para el Progreso)
  2. Mile Medina Ibarra (Alianza para el Progreso)
  3. Jhuliana Matos Deza (Alianza para el Progreso)
  4. Edison Acevedo Adauto (Solidaridad Nacional)
  5. Clever Rodríguez Espinoza (Alianza para el Progreso)

Alcaldes anteriores
- 1964 - 1966: Juan Reynaldo Pantoja, de la Coalición APRA - UNO.
- 1967 - 1969: Juan Reynaldo Pantoja, de Alianza Acción Popular - Democracia Cristiana.
- 1969 - 1980: Gobierno militar.
- 1981 - 1983: Juan B Reynaldo Pantoja, de Acción Popular.
- 1990 - 1992: David Reynaldo Herrera, del Partido Popular Cristiano.
- 1993 - 1995: Aurrio Sánchez Honorio, del Partido Popular Cristiano.
- 1996 - 1998: Isaías Martínez Carhuanira, de L.I. Nro  7 Unión para el Desarrollo.
- 1999 - 2002: Néstor Herrada Villanueva, del Frente Independiente Chulonese.
- 2003 - 2006: Néstor Herrada Villanueva, del Frente Independiente "Cholonense".
- 2007 - 2010: Miguel Herrada Morales, del Movimiento Independiente Regional Luchemos por Huánuco.
- 2011 - 2014: Miguel Herrada Morales, del Movimiento Independiente Regional Luchemos por Huánuco.
- 2015 - 2018: Moisés Grimaldo Gonzáles Antonio, de Avanzada Regional Independiente Unidos por Huánuco.